# Lepyrodon australis
Lepyrodon australis är en bladmossart som beskrevs av Georg Ernst Ludwig Hampe och Brotherus 1906. Lepyrodon australis ingår i släktet Lepyrodon och familjen Lepyrodontaceae. Inga underarter finns listade i Catalogue of Life.